# Kelleria villosa
Kelleria villosa är en tibastväxtart som beskrevs av Sven Berggren.
Kelleria villosa ingår i släktet Kelleria och familjen tibastväxter. Utöver nominatformen finns också underarten Kelleria villosa barbata.